# Ріпперсгаузен
Ріпперсгаузен (нім. Rippershausen) — громада в Німеччині, розташована в землі Тюрингія. Входить до складу району Шмалькальден-Майнінген.
Площа — 11,49 км2. Населення становить 795 ос. (станом на 31 грудня 2021).